# Rodolfo Falzoni
Rodolfo Falzoni (Quaderni di Villafranca, Vèneto, 10 de setembre de 1925 – 18 de març de 2002) va ser un ciclista italià, que fou professional entre 1950 i 1953. La principal victòria com a professional fou una etapa al Giro d'Itàlia de 1951.

## Palmarès
- 1950
  - 1r al Trofeo Mauro Pizzoli
- 1951
  - Vencedor d'una etapa al Giro d'Itàlia
- 1952
  - 1r al Trofeo Emilio Colombo

### Resultats al Giro d'Itàlia
- 1951. 69è de la classificació general. Vencedor d'una etapa
- 1952. 62è de la classificació general